# Maset del Grau
El Maset del Grau és un mas situat al municipi de Riudecols a la comarca catalana del Baix Camp.